# Клод Дофен
Клод Дофен (фр. Claude Dauphin, при народженні Клод Марі Ежен Легран (фр. Claude Marie Eugène Legrand); 19 серпня 1903, Корбей-Ессонн, Ессонн, Франція — 16 листопада 1978, Париж) — французький актор.

## Біографія
Клод Дофен народився 19 серпня 1903 року у Франції в містечку Корбей-Ессонн департаменту Ессонн в 30-ти км на південь від Парижа. Його батько був відомим французьким поетом, що писав під псевдонімом Франк-Ноен (справжнє ім'я — Моріс Етьєн Легран). Брат Клода Дофена — Жан Ноен (1900—1981) — був ведучим на радіо та телебаченні.
Освіту здобув у Парижі, спочатку в школі «Fenelon» та в ліцеї «Кондорсе». Потім отримав диплом паризького Ліцею «Louis de Grand» за фахом «література і філософія».
Починав як художник-декоратор у театрі «Одеон». Випадок надав Клоду Дефону можливість стати актором, коли потрібно було підмінити хворого актора, і Клод за дві години зумів вивчити роль блискуче її зіграв. Це притягнуло увагу відомого французького драматурга і продюсера Трістана Бернара, і він запросив актора-початківця на головну роль в наступній своїй п'єсі «Фортуна», яку через рік, у 1931 році, адаптували для кіноекрану.
Під час Другої світової війни Клод Дофен був членом руху «Опір». Служив у французькій і союзницькій арміях, був лейтенантом французької танкової частини. Тільки-но закінчивши у 1942 році зйомки у фільмі «Прекрасна пригода», Дофен примчав до Ніцци, щоб сісти на британський підводний човен і відплисти на ньому до Англії. У Лондоні служив офіцером зв'язку, після чого приєднався до Визвольної армії Шарля де Голля.

## Кар'єра
Мешкаючи у Лондоні, Клод Дофен швидко вивчив англійську мову, працював офіцером-парламентером між французьким генералом Леклерком та американським генералом Паттоном. Після війни багато грав у Нью-Йорку, на Бродвейській театральній сцені. Потім повернувся до Парижу і залишився працювати у Франції.
Клод Дофен — автор книги «Останні тромбони» (фр. Les Derniers Trombones) — книги, присвяченої останнім великим акторам Франції, а також про забавні історії, що траплялося з ним під час зйомок фільму Етторе Скола «Найпрекрасніший вечір в моєму житті» (1972), де він грав разом з такими майстрами, як Мішель Симон, П'єр Брассер та Шарль Ванель.
Клод Дофен знявся за свою довгу кар'єру (з 1930 по 1978 роки) у понад 130-ти фільмах. Займався й озвучуванням іноземних фільмів. Зокрема, його голосом говорить у французькій версії багатьох фільмів, у тому числі «Пекельна вежа», американський актор Фред Астер, або Джон Марлі — Джек Волтц, у фільмі «Хрещений батько».

## Особисте життя

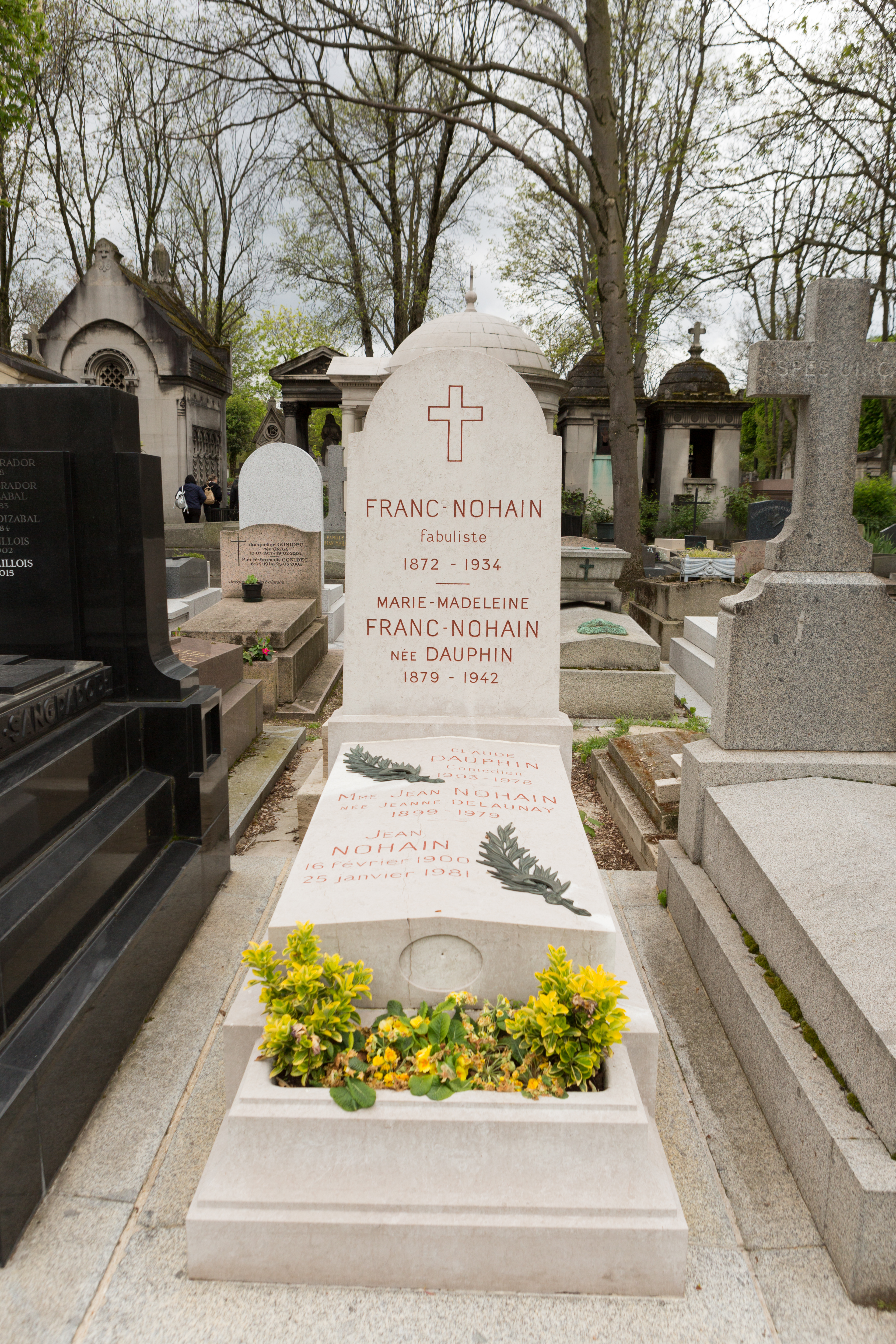
Поховання Клода Дофена на кладовищі Пер-Лашез

Клод Дофен був одружений тричі, у тому числі на акторці Марії Мобан (з 1953 по 1955 роки). Їх син — Жан-Клод Дофен (нар. 16.03.1948) — теж став актором. У 1955 році Дофен одружився з американською акторкою Нормою Еберхард. Пара проводила свій час між Парижем, Лос-Анджелесом, Нью-Йорком та містечком Оушен Тауншіп у штаті Нью-Джерсі They remained together until Dauphin's death in Paris in 1978.. Вони залишалися разом аж до самої смерті актора у 1978 році.
У 1958 році від стосунків з американською акторкою Рудою Мішелль у Клода Дофена у Нью-Йорку народилася донька, що згодом теж стала акторкою, — Антонія Дофен.
Помер Клод Дофен в Парижі у віці 75 років від кишкової непрохідності. Похований на кладовищі Пер-Лашез у Парижі, ділянка 89.

## Фільмографія (вибіркова)
| Рік       |    | Українська назва                    | Оригінальна назва                  | Роль                                              |
| --------- | -- | ----------------------------------- | ---------------------------------- | ------------------------------------------------- |
| 1931      | ф  | Все працює                          | Tout s'arrange                     | Еміль                                             |
| 1931      | ф  | Фортуна                             | La fortune                         | Джон                                              |
| 1932      | ф  | Вибори, громадяни!                  | Aux urnes, citoyens!               | Рене Фарадін                                      |
| 1932      | ф  | Дівчина і мільйон                   | Une jeune fille et un million      | Боббі                                             |
| 1932      | ф  | Місячне сяйво                       | Clair de lune                      | Жак                                               |
| 1933      | ф  | Донька полку                        | La fille du régiment               | лейтенант Вільямс                                 |
| 1933      | ф  | Абат Константен                     | L'abbé Constantin                  | Поль де Лаверден                                  |
| 1933      | ф  | Сюрпризи сну                        | Les surprises du sleeping          | прин Філіп                                        |
| 1933      | ф  | З милим рай у курені                | D'amour et d'eau fraîche           | Андре                                             |
| 1934      | ф  | Ми більше не діти                   | Nous ne sommes plus des enfants    | Жан Сервін                                        |
| 1934      | ф  | Деде                                | Dédé                               | Ардре «Деде» де ла Нушетт                         |
| 1934      | ф  | Несподівана подорож                 | Le voyage imprévu                  | Андре Шаброль                                     |
| 1935      | ф  | Тисячна купюра                      | Le billet de mille                 | племінник                                         |
| 1935      | ф  | Повернення до раю                   | Retour au paradis                  | Роберт Жіне                                       |
| 1936      | ф  | Добра дорога                        | La route heureuse                  | Поль Венієрі                                      |
| 1936      | ф  | Помріємо…                           | Faisons un rêve…                   | гість, (пролог)                                   |
| 1937      | ф  | Перлини корони                      | Les perles de la couronne          | італійський в'язень і Абіссінії                   |
| 1937      | ф  | Шльопання                           | La fessée                          | Робер Гресільйон                                  |
| 1938      | ф  | Вхід для артистів                   | Entrée des artistes                | Франсуа Польті                                    |
| 1938      | ф  | Конфлікт                            | Conflit                            | Жерар                                             |
| 1938      | ф  | Кавалькада любові                   | Cavalcade d'amour                  | Леандер, Юбер і Жорж                              |
| 1940      | ф  | Биття серця                         | Battement de coeur                 | П'єр де Ружмон                                    |
| 1940      | ф  | Париж-Нью-Йорк                      | Paris New-York                     | Поль Ландрі                                       |
| 1940      | ф  | Світ здригнеться                    | Le monde tremblera                 | Жан Дюран                                         |
| 1941      | ф  | Дивна Сюзі                          | L'étrange Suzy                     | Жак Ебер                                          |
| 1942      | ф  | Обіцянка невідомому                 | Promesse à l'inconnue              | Жан Картьє                                        |
| 1942      | ф  | Чоловіки без страху                 | Les hommes sans peur               | Анрі Вермон                                       |
| 1942      | ф  | Прекрасна пригода                   | La belle aventure                  | Валентин де Барроє                                |
| 1943      | ф  | Жінка в ночі                        | Une femme dans la nuit             | Франсуа Руссо                                     |
| 1943      | ф  | Двоє боязких                        | Les deux timides                   | Жуль Фреміссін                                    |
| 1944      | ф  | Леді зникає                         | Une femme disparaît                | комісар поліції                                   |
| 1944      | ф  | Англійська без сліз                 | English Without Tears              | Франсуа де Фрейсіне                               |
| 1944      | кф | Салют Франції                       | Salute to France                   | Жак Боном                                         |
| 1945      | ф  | Фелісі Нантей                       | Félicie Nanteuil                   | Еме Кавальє                                       |
| 1945      | ф  | Дороті шукає любові                 | Dorothée cherche l'amour           | Роберт                                            |
| 1946      | ф  | Дивні загарбники                    | Tombé du ciel                      | Моріс                                             |
| 1946      | ф  | Сірано де Бержерак                  | Cyrano de Bergerac                 | Сірано де Бержерак                                |
| 1946      | ф  | Ми не одружені                      | Nous ne sommes pas mariés          | Фернан                                            |
| 1946      | ф  | Зустріч у Парижі                    | Rendez-vous à Paris                | Роберт Чесней, відомий як Мішель Тревіні          |
| 1946      | ф  | Парад сміху                         | Parade du rire                     | мосьє де ла Бержер                                |
| 1947      | ф  | Віяло                               | L'éventail                         | Жак Бреванн                                       |
| 1948      | ф  | Нескінченна дорога                  | Route sans issue                   | Жак Одоїн                                         |
| 1948      | ф  | Круїз для невідомого                | Croisière pour l'inconnu           | Клеман Фурніль                                    |
| 1948—1955 | с  | Телевізійний театр Філко            | The Philco Television Playhouse    |                                                   |
| 1948—1958 | с  | Перша студія                        | Studio One                         | кардинал Міндсенті                                |
| 1948      | ф  | Вогняна куля                        | Le bal des pompiers                | Каміль, Олів'є та Анрі Грегуа                     |
| 1949      | ф  | Жан з Місяця                        | Jean de la Lune                    | Джефф — шалено закоханий у квітку купець Марселін |
| 1949—1954 | с  | Саспенс                             | Suspense                           | Редль                                             |
| 1949      | ф  | Поки не закінчиться ніч             | Ainsi finit la nuit                | Андре Фуже                                        |
| 1950—1954 | с  | Представлення представлень          | Your Show of Shows                 |                                                   |
| 1950      | ф  | Маленька шоколадниця                | La petite chocolatière             | Поль Норман                                       |
| 1950      | ф  | Депортовані                         | Deported                           | Віто Бучеллі                                      |
| 1950—1959 | с  |                                     | Lux Video Theatre                  | Поль                                              |
| 1951—1959 | с  | Театр зірок Шліца                   | Schlitz Playhouse of Stars         | бригадир Жерар                                    |
| 1952      | ф  | Насолода                            | Le plaisir                         | лікар                                             |
| 1952      | ф  | Золота каска                        | Casque d'or                        | Фелікс Лека                                       |
| 1952—1957 | с  | Телевізійний театр Форда            | The Ford Television Theatre        | Андре                                             |
| 1952—1961 | с  | Збірка                              | Omnibus                            |                                                   |
| 1952      | ф  | Квітень у Парижі                    | April in Paris                     | Філіп Фуке                                        |
| 1953      | ф  | Невинні у Парижі                    | Innocents in Paris                 | Макс де Лонн                                      |
| 1953      | ф  | Маленький хлопчик загублений        | Little Boy Lost                    | П'єр Вердьє                                       |
| 1953—1963 | с  | Сталева година Сполучених Штатів    | The United States Steel Hour       | інспектор Буало                                   |
| 1954      | ф  | Примара вулиці Морг                 | Phantom of the Rue Morgue          | інспектор Боннар                                  |
| 1954      | тф | Ми підемо у Вальпарадізо            | Nous irons à Valparaiso            |                                                   |
| 1955—1957 | с  | The Alcoa Hour                      | мосьє Арістід Дюшамп               |                                                   |
| 1955      | ф  | Погані зустрічі                     | Les mauvaises rencontres           | доктор Жак Данієлі                                |
| 1957      | с  | Зарубіжний прес-клуб - Ексклюзив!   | Overseas Press Club — Exclusive!   | брат Йоахім                                       |
| 1958      | ф  | Тихий американець                   | The Quiet American                 | інспектор Віго                                    |
| 1958      | ф  | Мій батько пустотливий              | Mon coquin de père                 | Жан Сервен                                        |
| 1958—1963 | с  | Голе місто                          | Naked City                         | Ож'є Дювей                                        |
| 1959      | ф  | Чому ти прийшов так пізно?          | Pourquoi viens-tu si tard?         | Рене Даржильєр                                    |
| 1960      | ф  | Повне лікування                     | The Full Treatment                 | Девід Праде                                       |
| 1962      | ф  | Тіара Таїті                         | Tiara Tahiti                       | Анрі Фаренже                                      |
| 1962      | ф  | Диявол і десять заповідей           | Le diable et les dix commandements | Жорж Бофорт                                       |
| 1963      | ф  | Симфонія для різанини               | Symphonie pour un massacre         | Валоті                                            |
| 1963—1964 | с  | Дівчата Гаррі                       | Harry's Girls                      | Жан-Поль Шарвель                                  |
| 1964      | ф  | Суп                                 | La bonne soupe                     | мосьє Оскар                                       |
| 1964      | ф  | Візит                               | The Visit                          | Бардік                                            |
| 1965      | ф  | Вбивця у спальному вагоні           | Compartiments tueurs               |                                                   |
| 1965      | ф  | Леді Л                              | Lady L                             | інспектор Мерсьє                                  |
| 1966      | ф  | Чи горить Париж?                    | Paris brûle-t-il?                  | полковник Лебель                                  |
| 1966      | ф  | Гран прі                            | Grand Prix                         | Уго Симон                                         |
| 1967      | ф  | Апокаліпсис у Берліні               | Da Berlino l'apocalisse            | Ласаль                                            |
| 1967      | ф  | Двоє в дорозі                       | Two for the Road                   | Моріс Дальбре                                     |
| 1967      | ф  | Лам'єль                             | Lamiel                             | маркіз д'Орпіз                                    |
| 1967      | ф  | Одна та інша                        | L'une et l'autre                   | Серебряков                                        |
| 1968      | ф  | Барбарелла                          | Barbarella                         | Президент Землі                                   |
| 1969      | ф  | Жорсткі рамки                       | Hard Contract                      | Моріс                                             |
| 1969      | ф  | Божевільна із Шайо                  | The Madwoman of Chaillot           | доктор Жадін                                      |
| 1970      | тф | Берлін Справа                       | Berlin Affair                      | Лангуін                                           |
| 1972      | ф  | Шипшина                             | Églantine                          | Клеман                                            |
| 1972      | ф  | Адольф, або ніжний вік              | Adolphe, ou l'âge tendre           | мосьє Ребек                                       |
| 1972      | ф  | Найпрекрасніший вечір в моєму житті | La più bella serata della mia vita | канцлер Буіссон                                   |
| 1973      | ф  | Хочемо полковників                  | Vogliamo i colonnelli              | Президент Італійської Республіки                  |
| 1973      | тф | Що б не трапилося                   | Vogue la galère                    | капітан                                           |
| 1973      | ф  | Назустріч радісній смерті           | Au rendez-vous de la mort joyeuse  | батько Д'Аваль                                    |
| 1974      | ф  | Головне — кохати                    | L'important c'est d'aimer          | ММазеллі                                          |
| 1975      | ф  | Бутон троянди                       | Rosebud                            | Шарль-Андре Фарго                                 |
| 1975      | ф  | Тримай у полі зору                  | La course à l'échalote             | Бертран де Ровер                                  |
| 1976      | тф | Просвітництво                       | Le siècle des lumières             | Вольтер (старий)                                  |
| 1976      | ф  | Мешканець                           | Le locataire                       | чоловік в аварії                                  |
| 1976      | ф  | Мадо                                | Mado                               | Vaudable                                          |
| 1977      | ф  | Мішень                              | Le point de mire                   | майстер Лерой                                     |
| 1977      | ф  | Усе життя попереду                  | La vie devant soi                  | доктор Кац                                        |
| 1977      | ф  | Відлюдник                           | El anacoreta                       | Босуелл                                           |
| 1978      | ф  | Пішак                               | Le pion                            | Альберт Карро                                     |
| 1978      | тф | Знедолені                           | Les Miserables                     | єпископ Мірієль                                   |
| 1978      | тф | Пани чиновники                      | Messieurs les ronds de cuir        | консерватор                                       |

Озвучування
- 1930: Роман про лисицю / Le roman de Renard … Мавпа
- 1948: Ван Гог / Van Gogh (короткометражний) … читець
- 1952: Поєдинок протягом століть / Le duel à travers les âges (короткометражний) … читець
- 1952: Прекрасні створіння / Adorables créatures … читець
- 1953: Три мушкетери / Les trois mousquetaires … читець
- 1956: Сім чудес світу / Seven Wonders of the World